# Henri Hubert
Henri Pierre Eugène Hubert, född den 23 juni 1872, död den 25 maj 1927, var en fransk religionsforskare.
Hubert tillhörde (jämte Durkheim, Mauss med flera) den sociologiska skolan och var professor i Europas förkristna religioner vid École pratique des hautes études i Paris. I förening med Mauss författade Hubert skarpsinniga och märkliga undersökningar om offrets väsen (Essai sur la nature et la fonction du sacrifice i "L'Année sociologique", 1897–98) och magin (Esquisse d’une théorie générale de la magie, ibidem, 1902–03), senare sammanförda jämte andra uppsatser i Mélanges d’histoire des religions (1909).